# Tenaglie (Montecchio)
Tenaglie è una frazione del comune di Montecchio (TR).
Il paese si trova a 370 m s.l.m. ed è occupato da 93 abitanti (dati Istat, 2001).
Prima della creazione del Comune di Montecchio, faceva parte del Comune di Baschi, per ovvie ragioni storiche legate alla nobile famiglia dei Conti Baschi in quanto nel territorio di Tenaglie, in località Carnano, si ergeva la Roccaforte della Signoria dei Baschi.
Fino all'unità d'Italia era chiamato ufficialmente Castello di Tenaglie di Todi, poi trasformato in Tenaglie di Baschi e dalla costituzione del Comune di Montecchio, divenne semplicemente "Tenaglie".

## Storia
Il toponimo Tenaglie sembra derivare da Gens Tenilia, una famiglia venuta con la colonia fondata al tempo dei Romani. In alcuni documenti medievali veniva chiamato Castrum Tenaglia e Castro Tenallia.
Il borgo medievale fu edificato attorno al XII-XIII secolo, sulle preesistenze di una villa romana, i cui pavimenti a mosaico sono stati rinvenuti alcuni anni fa: un frammento è attualmente depositato presso la chiesa parrocchiale dei Ss. Giovanni Battista e Nicolò. Nel 1999 il mosaico è stato fotografato dal generale Vittoriano Giachini, nella sua qualità di Commissario Onorario per la Soprintendenza ai Beni Architettonici dell'Umbria, e la foto è stata depositata presso il seicentesco Palazzo Ancajani.
Tenaglie è stato dominato dai Baschi fino alla fine del XVI secolo, poi dagli Ancajani fino al 1896, anno di morte del barone Decio Ancajani.
La tenuta di Tenaglie con il castello ebbe poi diverse proprietà. Alla morte del barone Decio vi furono ben 24 eredi che si contesero il suo enorme patrimonio, che fu assegnato a ciascun erede ai primi del Novecento. Il barone non si sposò mai e tutta la tenuta di Tenaglie con il castello spettò a Francesca Gregori, Madre Superiora a Palermo, che, a sua volta, la diede alla sorella la Contessa Eleonora Gregori in cambio della tenuta della Valserana ed altre proprietà. La Contessa Eleonora Gregori, sposata con il dott. Lorenzo Bagnolesi(medico chirurgo a Campiglia Marittima che da giovane si era unito alle truppe di Garibaldi), vi andò a risiedere a seguito della morte delle due figlie (Ada e Vera) e della separazione dal marito. La tenuta con il castello fu ereditata dalla figlia Giuseppina Bagnolesi sposata con Pericle Morichetti (facoltoso commerciante di legnami, proprietario di un palazzetto in Orvieto). Il conte Gregorio Giannuzzi di Anagni dei baroni Ancajani (Anagni, 3 agosto 1844 - Tenaglie, 18 marzo 1919), sepolto nel cimitero di Tenaglie, fa parte del vasto gruppo di eredi del Barone. I Morichetti, Anna Rosa e Lamberto, vissero nel Castello sino al 1958: infatti nel 1956 una serie di circostanze sfortunate, fra le quali una grande gelata che compromise il raccolto delle piantagioni della tenuta, costrinse la famiglia Bagnolesi-Morichetti, ultimi discendenti dei Baroni Ancajani, al trasferimento a Roma con i figli Lamberto e Anna Rosa (il primogenito Lorenzo, ufficiale dell'esercito, era deceduto in Albania durante la seconda guerra mondiale) dopo aver venduto la proprietà al conte Francesco Marini Dettina, che la tenne fino al 1980. Poi fu acquisita da Walter Pacini (imprenditore siderurgico viterbese di origine toscana) che rivendette nel 1986 solo il castello, mentre il territorio della tenuta è stato successivamente venduto a diversi privati.
Il quotidiano inglese The Times si è occupato di Tenaglie con i suoi due castelli, Ancajani e Baschi di Carnano, in un articolo pubblicato in data 17 agosto 2007 nel supplemento allegato Bricks & Mortar.
Il 28 ottobre 2007 è stato costituito il Comitato Civico Tenaglie, organizzazione non governativa per la tutela del patrimonio storico ed etnoantropologico locale, fondato da Emiliano Volpetti.

## Monumenti e luoghi d'interesse
- Chiesa di S. Giovanni Battista (1370), edificata da Bindoccio Neri De' Baschi e più volte restaurata. Custodisce un fonte battesimale del 1521, una cornice marmorea del 1408 incisa con le parole "RELIQUIAE S.S. ROCHII 1408" e una pala d'altare del Sensini risalente al 1618, raffigurante una "Madonna del Rosario";
- Palazzo Ancajani (primi del Seicento), sorto sulle preesistenze di un fortilizio (detto il Torrone) dei conti Baschi che sovrasta il borgo. Fu fatto costruire dal marchese Marcello Raimondi ai primi del Seicento, dopo l'acquisto che fece dal barone Andrea Ancajani, marito di Atalante Baschi, ultima ereditiera del castello Baschi di Carnano e di Tenaglie. Successivamente lo riacquistarono gli Ancajani e fu ristrutturato nel settecento da Filippo Ancajani, e venne fatto restaurare dal barone Decio Ancajani alla fine del XIX secolo;
- Rocca e Castello Baschi di Carnano (XII - XVII sec.). Fu il centro politico, amministrativo e militare nonché residenza sfarzosa dei Conti Baschi (solo successivamente divenuto ramo di Carnano). Il toponimo, come gli edifici della rocca e del castello scomparvero dalla cartografia a cavallo tra XVI e il XVII sec. L'insediamento medievale è stato rintracciato grazie a Emiliano Volpetti e alla sua opera di disseppellimento del castello e altri studi in situ e archivistici, finalizzati al progetto di recupero del castello. Il Volpetti è riuscito ad effettuare un rilievo effettivo delle strutture esistenti sia in pianta che planovolumetrico, facendolo approvare e inserire nelle mappe, addirittura dal Catasto;
- Museo della Civiltà Contadina, realizzato presso i corpi di fabbrica aggiuntivi al Palazzo Ancajani, successivi all'incastellamento. Il museo aperto gratuitamente l'ultima domenica di ogni mese (così come da Decreto Ministeriale) ospita una superba riproposizione filologica degli ambienti di vita contadina dei secoli XVII-XIX, oltre ad attrezzi ed utensili di cui oggi, per gran parte di essi, si è persa la memoria;
- Chiesa di Santa Maria delle Grazie (1852) il Loc. La Madonna;
- Chiesetta di S. Rocco in Loc. San Rocco;
- Chiesetta della Madonnella in Loc. Schiacciarelle (in dialetto Stiasciarelle)
- Antiquarium comunale.
- Centro storico medievale. Gran parte rimane conservato attorno alla chiesa parrocchiale. La parte più antica con ruderi, cosiddetta "Barracano" (in alcune fonti storiche leggersi anche Baraccano), ubicata nel poggio sottostante gli edifici esistenti è circondata da possenti mure castellane merlate (i merli e i parapetti sono oggi diruti), aventi due torri medievali di difesa militare che fino alla metà del 900 erano ben mantenute e visibili. Dalla fine degli anni '90 tali fabbricati medievali e il terreno circostante è curato dall'Illustre Sig. Emiliano de' notabili Volpetti. Le parti relative ai vialetti e alle scale pubbliche medievali del centro storico sono abbandonate dall'incuria del Comune.

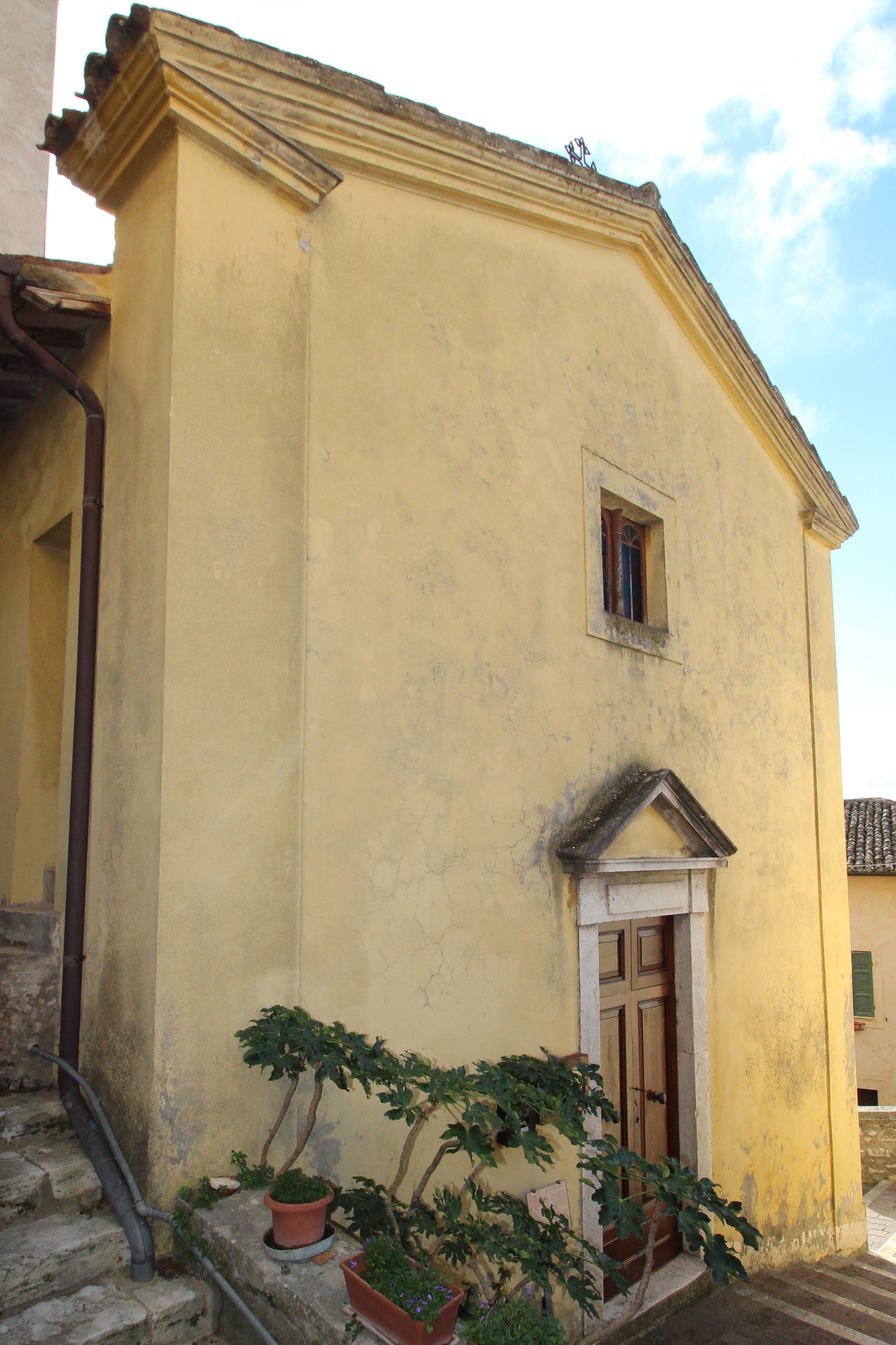
San Giovanni Battista
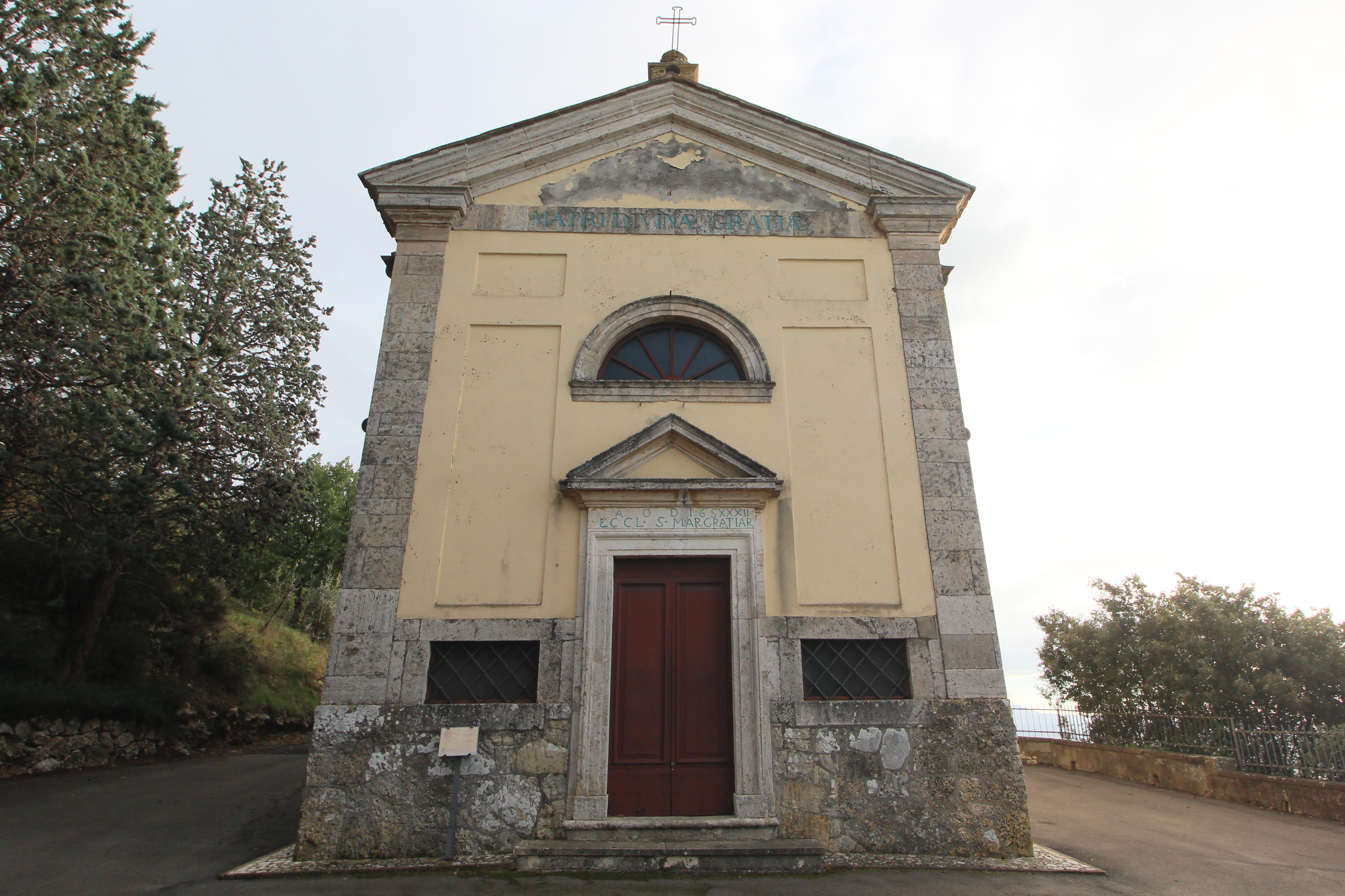
Madonna delle Grazie
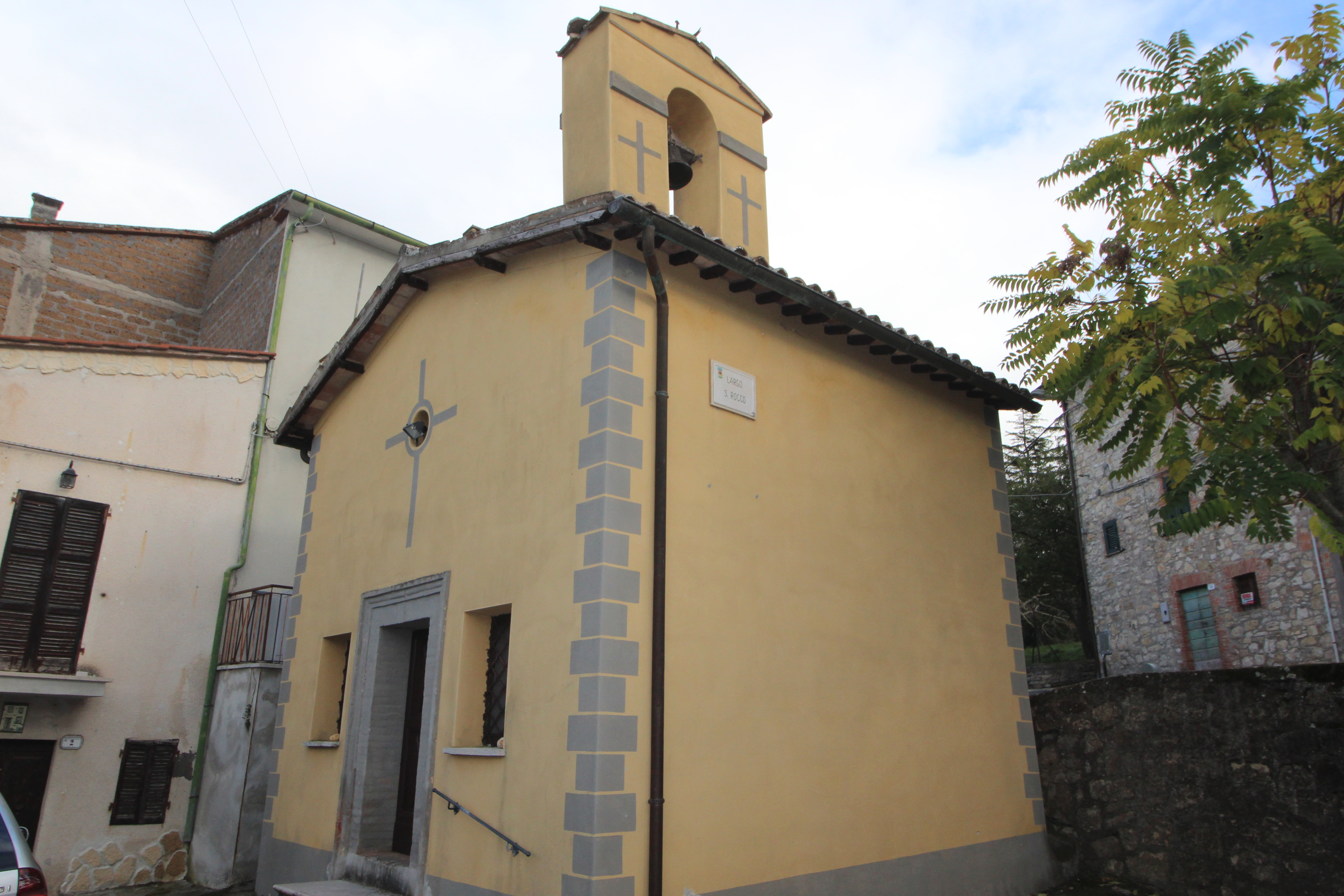
San Rocco
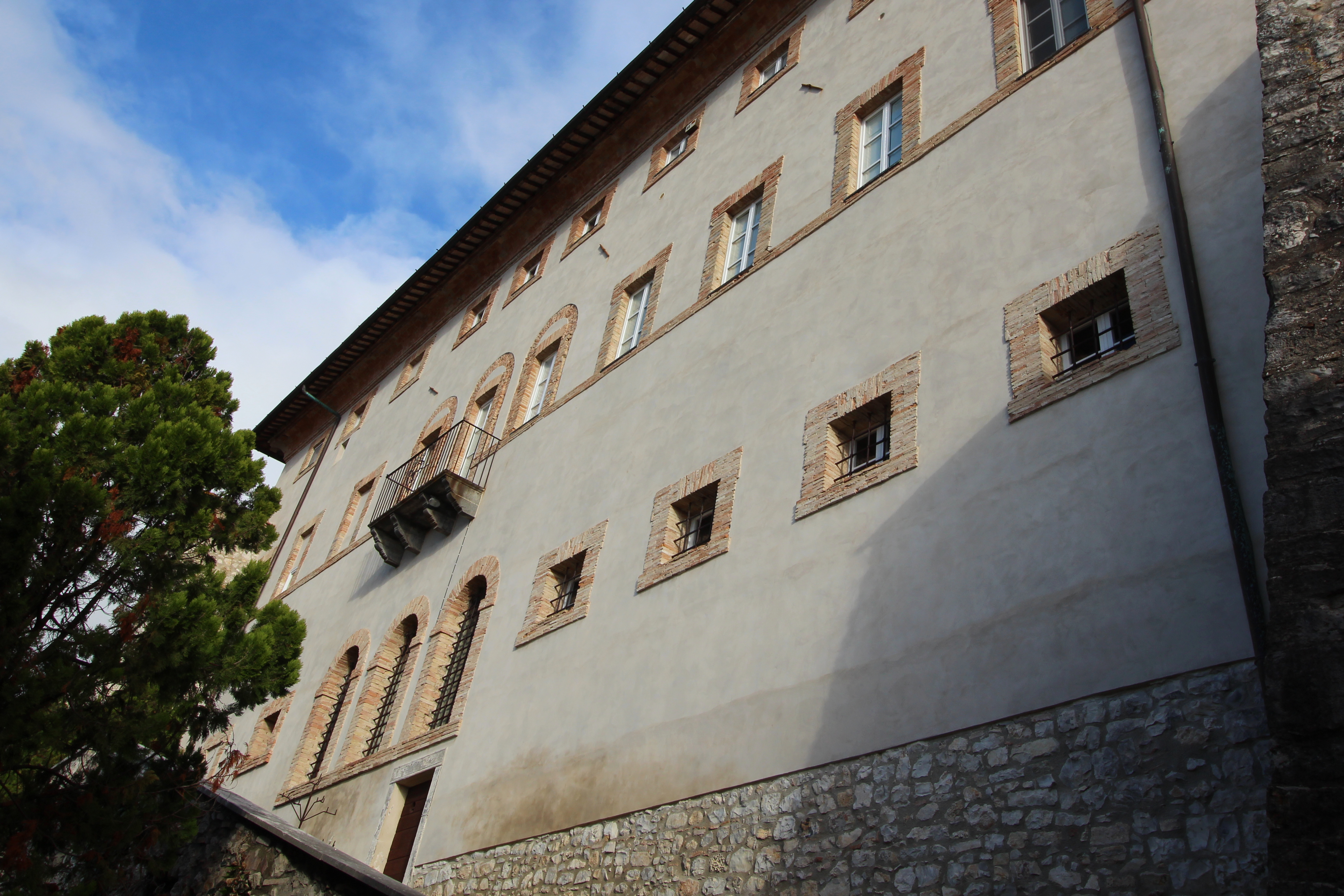
Palazzo Ancajani
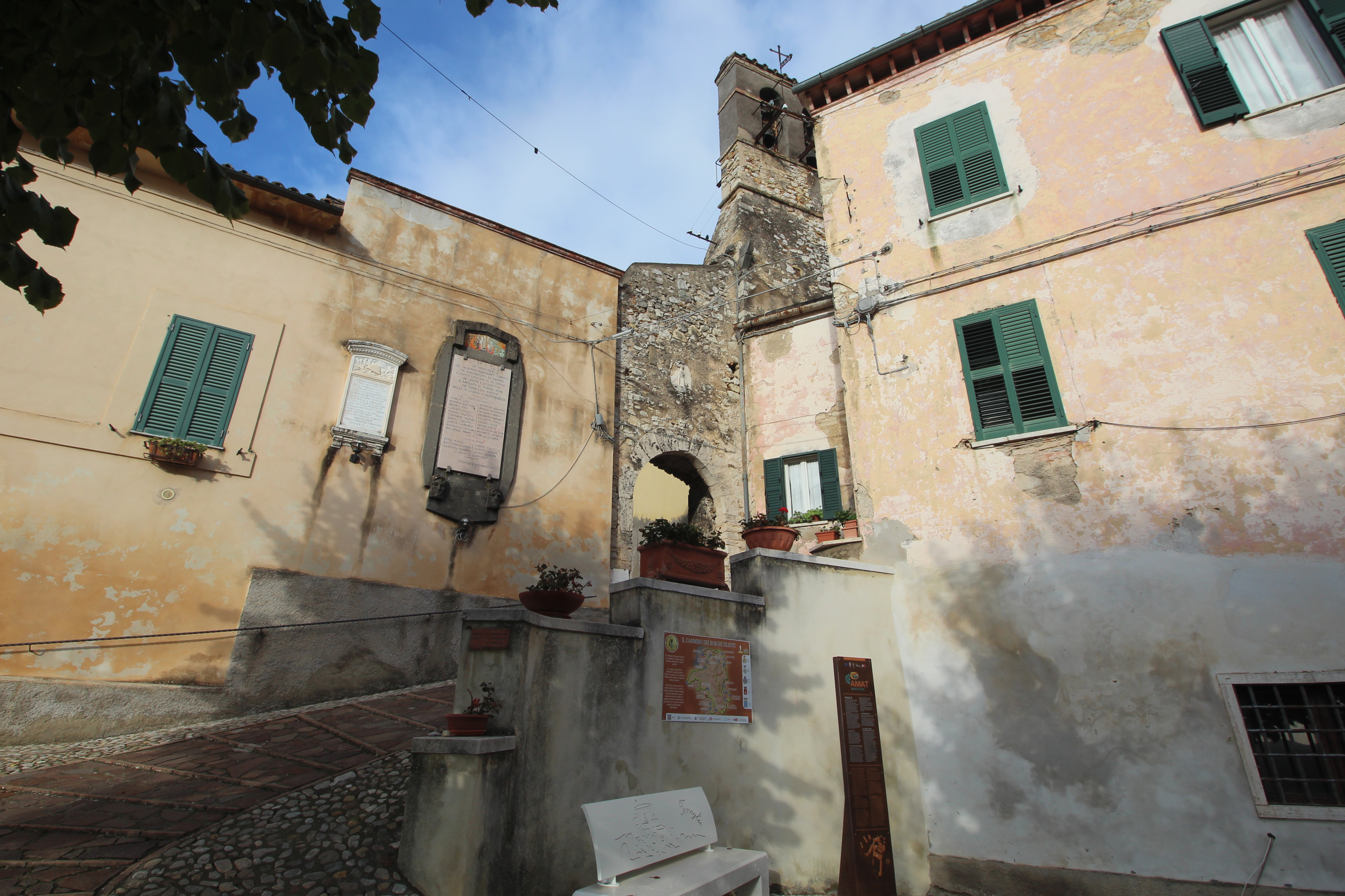
La porta d'ingresso al borgo

## Economia e manifestazioni
Le specialità eno-gastronomiche principali sono l'olio extravergine di oliva, il vino rosso, i maccheroni dolci, i salumi, i prosciutti e le specialità di cacciagione.
Il 16 agosto si festeggia san Rocco, protettore e patrono.
Molto suggestiva è la processione del Cristo Morto del Venerdi Santo e quella dei santi patroni, san Rocco (16 agosto) e la Madonna delle Grazie (seconda domenica di settembre), le cui statue sono ancora portate a spalla da facchini abbigliati con suggestivi abiti confraternitali e suppellettili processionali: stendardi, lanterne, croci, ecc.
Sin dai tempi più antichi durante le feste di S.Rocco e della Madonna delle Grazie venivano accessi colpi scuri (ossia manufatti pirotecnici lanciati mediante l'utilizzo di un mortaio che provoca un detonazione in aria in segno si salve e saluto al santo protettore) all'alba del giorno di festa da parte di pirotecnici (il più antico Bellafante di Orvieto, poi a seguire Cignelli di Castiglione in Teverina, Aulicino di Giove, Capotosti di Giove, Raffaele di Tivoli Terme). Queste cannonate pirotecniche seguivano la durata delle processioni e, quando la macchina del santo in fase di rientro verso la chiesa passava davanti al dispiegamento dei mortai, veniva accesa, in salve al santo, una batteria aerea di granate pirotecniche e colpi a cannone.
Dal 1997 al 2012 Tenaglie è divenuta famosa nel circondario per i grandiosi spettacoli pirotecnici organizzati da Emiliano Volpetti (famoso gastronomo, costruttore e pirotecnico), figlio di Gino dei notabili Volpetti (da Nortosce dell'Umbria) famosi salsamentieri capitolini dal 1870 e Luciana Salvati (da Pozzociolino di Tenaglie). 
Emiliano Volpetti ha organizzato nel 2012, proprio a Tenaglie, il Primo Festival Pirotecnico dell'Umbria, patrocinato dalla Provincia di Terni e dalla Regione dell'Umbria. 
Per la notevolissima affluenza di pubblico andarono in tilt tutte le strade da Amelia a Baschi con automobili parcheggiate su entrambi i cigli stradali e in mezzo a qualsiasi campo. Dalle autorità furono stimate quella sera oltre 30.000 persone. Dopo la gara pirotecnica occorsero 3 ore per il deflusso delle automobili.
In questo paese fu ideata nel 1987/1988 la sagra del bignè da Franco Giubbini, un pasticciere natio di Tenaglie emigrato negli anni cinquanta nella capitale in cerca di fortuna. La sagra raccoglieva migliaia di avventori, provenienti anche dal Viterbese e dal Senese. Nel 1996 si manifestarono dei dissidi tra gli organizzatori e con la popolazione. Furono create, allora, due sagre: una per il paese di sopra (Rione S. Rocco) e una per quello di sotto (Tenaglie centro). La prima era chiamata Sagra del Bignè, mentre la seconda Sagra dei Pasticceri (per evidenziare il fatto che questa seconda sagra avrebbe dovuto essere organizzata da chi possedeva il mestiere e ne conosceva i dettami). La diatriba ha termine nel 2000, anno in cui la Sagra del Bignè torna in mano ai pasticcieri Giubbini, ma solo per la produzione dei dolciumi, e l'organizzazione passa in mano alla Pro Loco di Montecchio, che la organizza a Montecchio. Dal 2007 anche i pasticcieri tenagliesi Giubbini escono di scena e la preparazione dei bignè per la Sagra viene affidata ad un altro pasticciere natio di Tenaglie, Luciano Capponi.
Durante le festività natalizie viene rievocata la nascita di Gesù attraverso un suggestivo presepe vivente nel borgo medievale, organizzato da Riccardo Fantauzzi delle Vignarelle del Pozzociolino. Oltre 60 figuranti in costume e animali da cortile ripropongono la vita di quei tempi. Dismessa dal 2012.